# Valentín de Andosilla Salazar
Valentín de Andosilla Salazar fue un médico español de los siglos xvi y xvii.

## Biografía
Se desconoce cuándo y dónde nació y murió, aunque López Gurpegui sugiere que era natural de Calahorra (La Rioja) y tenía ascendientes de Andosilla (Navarra). Estudió medicina en la Universidad de Valencia, siendo discípulo de Luis Collado. Antonio Hernández Morejón afirma que ejerció en Pamplona, donde publicó su obra, aunque López Gurpegui opina que lo más probable es que si llegó a vivir allí no hubo sido antes de haber escrito su tratado. Se conoce también que vivió en las localidades riojanas de Logroño, Arenzana de Abajo, Navarrete y Santo Domingo de la Calzada.
En 1601 se publicó su Libro en que se prueba con claridad el mal que corre por España ser nuevo y nunca visto en la imprenta de Matías Mares, que versa sobre la epidemia de peste de 1596-1602. Al igual que Miguel Martínez de Leiva, médico natural de Santo Domingo de la Calzada, Andosilla afirmaba que el brote no tenía como causa la peste, sino una enfermedad nueva. Aun así, no negaba que fueran similares y que existiera el contagio. Se ocupó también del diagnóstico, tratamiento —rechazó las sangrías y los purgantes— y prevención de la enfermedad.